# Bolkoeler
Een bolkoeler of allihn-koeler is een stuk laboratoriumglaswerk dat gebruikt wordt voor het uitvoeren van organisch-chemische syntheses onder reflux-omstandigheden.
De koeler bestaat uit een kolom van glazen bollen die met elkaar in verbinding staan. Deze kolom bevindt zich in een glazen buis waar een koelvloeistof (meestal water) doorheen stroomt.
De koeler wordt op een rondbodemkolf geplaatst waarin zich een kokend reactiemengsel bevindt. De damp van het kokende oplosmiddel stijgt op in de koeler, waar het condenseert en terugstroomt in de kolf.